# Житово (озеро)
Житово — озеро в западной части Тверской области, расположено на территории Хотилицкого сельского поселения Андреапольского района. Принадлежит бассейну Западной Двины.
Расположено в 19 километрах к юго-западу от города Андреаполь. Озеро длинное и узкое, протяжённость до 1,6 км, ширина до 0,27 км. Площадь водного зеркала — 0,4 км². Протяжённость береговой линии — 3,1 км. Через озеро Житово протекает река Любутка, левый приток Торопы. С запада также впадает мелкий безымянный ручей.
На юго-западном берегу озера расположена деревня Житово, недалеко от северного конца — деревня Плаужница.